# Воткинская ГЭС
Во́ткинская ГЭС — гидроэлектростанция, расположенная на реке Кама в Пермском крае, в городе Чайковском. Входит в Волжско-Камский каскад ГЭС, является второй ступенью каскада на Каме. Собственником Воткинской ГЭС (за исключением судоходного шлюза, а также автодорожного и железнодорожного переходов) является ПАО «РусГидро».

## Конструкция станции
Воткинская ГЭС представляет собой средненапорную русловую гидроэлектростанцию (здание ГЭС входит в состав напорного фронта). Сооружения гидроузла включают в себя земляные плотины, водосливную плотину, здание ГЭС, судоходный шлюз с подходными каналами, ОРУ 110 и 220 кВ, КРУЭ 500 кВ. По сооружениям ГЭС проложена автомобильная дорога. Установленная мощность электростанции — 1120 МВт, проектная среднегодовая выработка электроэнергии — 2220 млн кВт·ч, фактическая среднегодовая выработка электроэнергии — 2519 млн кВт·ч.

### Земляные плотины
В состав сооружений ГЭС входят четыре земляные плотины общей длиной 4791 м:
- русловая № 1, длиной 787 м, шириной по гребню 18 м и максимальной высотой 34 м. Расположена между водосливной плотиной и земляной плотиной № 2;
- правобережная пойменная № 2, длиной 1832 м, шириной по гребню 18 м и максимальной высотой 26,5 м. Расположена между земляной плотиной № 1 и правым берегом;
- левобережная пойменная № 3, длиной 1319 м, шириной по гребню 22,2-29,6 м и максимальной высотой 25,5 м. Расположена между зданием ГЭС и судоходным шлюзом;
- левобережная пойменная № 4, длиной 853 м, шириной по гребню 29 м и максимальной высотой 21,5 м. Расположена между судоходным шлюзом и левым берегом.

Плотины однородные, противофильтрационных устройств не имеют. Плотины № 1-3 намыты из песка, плотина № 4 — из песчано-гравелистых грунтов. Плотины оборудованы горизонтальным дренажом, верховой откос защищён от размыва бетонными плитами толщиной 0,15-0,4 м.

### Водосливная плотина
Водосливная плотина расположена со стороны правого берега, между зданием ГЭС и земляной плотиной № 1. Представляет собой тонкостенную пустотелую контрфорсную конструкцию без сплошной фундаментной плиты, которая заменена тонкой анкерной плитой, пригруженной грунтом. Длина плотины 191 м, высота 44,5 м. Плотина разделена температурно-осадочными швами на 4 секции, имеет 8 пролётов шириной по 20 м, перекрываемых плоскими затворами, оперирование которыми производится при помощи козловых кранов грузоподъёмностью 2×125 тонн. Гашение энергии сбрасываемой воды происходит на водобое длиной 47 м с шашками-гасителями и водобойной стенкой, рисберме длиной 110,5 м и успокоительном ковше с каменной наброской. Перед плотиной расположен анкерный понур длиной 32 м. Пропускная способность водосливной плотины составляет 11 300 м³/с при нормальном подпорном уровне (НПУ) и 12 210 м³/с при форсированном подпорном уровне (ФПУ). Суммарная водопропускная способность сооружений гидроузла (с учётом пропуска через гидроагрегаты и судоходный шлюз) составляет 19 300 м³/с при НПУ и 21 170 м³/с при ФПУ.

### Здание ГЭС
Здание ГЭС руслового типа (воспринимает напор воды и входит в состав напорного фронта), сборно-монолитное, состоит из пяти секций. Длина здания — 273 м (с учётом монтажной площадки — 307 м), высота — 53 м, ширина — 67,5 м. В здании ГЭС установлено 10 вертикальных гидроагрегатов: 8 гидроагрегатов мощностью 115 МВт и 2 гидроагрегата мощностью по 100 МВт. Гидроагрегаты оборудованы поворотно-лопастными турбинами ПЛ 661-ВБ/930 (1 шт.; расчётный напор 16,5 м) и ПЛ 30/5059-В-930 (9 шт.; расчётный напор 17,5 м), которые приводят в действие гидрогенераторы СВ-1500/170-96 (1 шт.) и СВ 1488/175-88 УХЛ4 (9 шт.). Производитель гидроагрегатов — концерн «Силовые машины». Сборка/разборка гидроагрегатов производится при помощи двух мостовых кранов грузоподъёмностью 350 т.

### Схема выдачи мощности
Гидроагрегаты выдают электроэнергию на напряжении 13,8 кВ на трансформаторы и автотрансформаторы, расположенные на здании ГЭС со стороны нижнего бьефа. Всего имеется 6 групп трансформаторов и автотрансформаторов:
- 1Т, трёхфазный трансформатор ТРДЦ-300000/110-У1 мощностью 300 МВА. К ней присоединены гидроагрегаты № 1 и 2, выдача мощности производится на ОРУ 110 кВ;
- 2АТГ, три однофазных автотрансформатора АОРДЦТ-167000/500/220У1 мощностью по 167 МВА. К ней присоединены гидроагрегаты № 3 и 4, выдача мощности производится на ОРУ 220 кВ и КРУЭ 500 кВ;
- 3АТГ, три однофазных автотрансформатора АОРДЦТ-167000/500/220У1 мощностью по 167 МВА. К ней присоединены гидроагрегаты № 5 и 6, выдача мощности производится на ОРУ 220 кВ и КРУЭ 500 кВ;
- 4Т, трёхфазный трансформатор ТРДЦ-300000/220-У1 мощностью 300 МВА. К ней присоединены гидроагрегаты № 7 и 8, выдача мощности производится на ОРУ 220 кВ;
- 5АТ, трёхфазный автотрансформатор АТДЦТ-300000/220/110-У1 мощностью 300 МВА. К ней присоединен гидроагрегат № 9, выдача мощности производится на ОРУ 220 кВ и 110 кВ;
- 6АТ, трёхфазный автотрансформатор АТДЦТ-300000/220/110-У1 мощностью 300 МВА. К ней присоединен гидроагрегат № 10, выдача мощности производится на ОРУ 220 кВ и 110 кВ.

Помимо выдачи мощности генераторов, автотрансформаторные группы 2АТГ и 3АТГ обеспечивают связь между ОРУ 220 кВ и КРУЭ 500 кВ, а группы 5АТ и 6АТ — между ОРУ 110 кВ и 220 кВ.
Станция имеет два открытых распределительных устройства (ОРУ) напряжением 110 и 220 кВ, а также комплектное распределительное устройство элегазовое (КРУЭ) напряжением 500 кВ. Электроэнергия Воткинской ГЭС выдаётся в энергосистему по следующим линиям электропередачи:
- ВЛ 500 кВ Воткинская ГЭС — ПС Емелино
- ВЛ 500 кВ Воткинская ГЭС— ПС Вятка;
- ВЛ 500 кВ Воткинская ГЭС — Кармановская ГРЭС;
- ВЛ 220 кВ Воткинская ГЭС — ПС Каучук (2 цепи);
- ВЛ 220 кВ Воткинская ГЭС — ПС Ижевск с отпайкой на ПС Сива (2 цепи);
- ВЛ 220 кВ Воткинская ГЭС — ПС Светлая;
- ВЛ 110 кВ Воткинская ГЭС — ПС КШТ (2 цепи);
- ВЛ 110 кВ Воткинская ГЭС — ПС Светлая с отпайками;
- ВЛ 110 кВ Воткинская ГЭС — ПС Ивановка с отпайками;
- ВЛ 110 кВ Воткинская ГЭС — ПС Каучук с отпайкой на ПС ЦСП;
- ВЛ 110 кВ Воткинская ГЭС — ПС Берёзовка с отпайкой на ПС Завьяловская;
- ВЛ 110 кВ Воткинская ГЭС — ПС Дубовая с отпайкой на ПС Завьяловская;
- ВЛ 110 кВ Воткинская ГЭС — Чайковская ТЭЦ с отпайкой на ПС ЦСП;
- ВЛ 110 кВ Воткинская ГЭС — ПС Водозабор с отпайкой на ПС Островная (2 цепи).

### Судоходный шлюз
Для пропуска через гидроузел речных судов используется судоходный однокамерный двухниточный шлюз, расположенный на левом берегу (Чайковский шлюз). Длина каждой камеры шлюза 285,2 м, минимальная ширина 29 м. Система питания распределительная, время наполнения или опорожнения камеры 15 минут. К камерам шлюза суда подходят по подходным каналам, верхний из которых имеет длину 500 м и ширину 110 м, нижний — длину 4500 м и минимальную ширину 80 м. Судоходные шлюзы находятся в государственной собственности и эксплуатируются ФБУ «Администрация Камского бассейна внутренних водных путей».

### Водохранилище
Напорные сооружения ГЭС образуют крупное Воткинское водохранилище. Площадь водохранилища при нормальном подпорном уровне 1120 км², длина 365 км, максимальная ширина 10 км, максимальная глубина 28 м. Полная и полезная ёмкость водохранилища составляет 9,363 и 4,453 км³ соответственно, что позволяет осуществлять сезонное регулирование стока (водохранилище наполняется в половодье и срабатывается в меженный период). Отметка нормального подпорного уровня водохранилища составляет 89 м над уровнем моря (по Балтийской системе высот), форсированного подпорного уровня — 90 м, уровня мёртвого объёма — 84 м.

## Экономическое значение
Воткинская ГЭС является одной из ключевых электростанций энергосистемы Урала. Электроэнергия и мощность станции выдается в Пермскую, Удмуртскую, Кировскую, Башкирскую и Свердловскую энергосистемы, работа ГЭС позволяет регулировать пиковые нагрузки энергопотребления (как в суточном, так и в недельном разрезе). Также Воткинская ГЭС участвует в автоматическом регулировании частоты и перетоков мощности по линиям электропередач «Центр — Урал», несет функцию высокооперативного аварийного резерва мощности. Всего за время эксплуатации Воткинская ГЭС выработала более 145 млрд кВт·ч возобновляемой электроэнергии.
| 2007  | 2008  | 2009  | 2010  | 2011  | 2012  | 2013  | 2014  | 2015  | 2016  | 2017  | 2018  | 2019  | 2020  | 2021  | 2022  |
| ----- | ----- | ----- | ----- | ----- | ----- | ----- | ----- | ----- | ----- | ----- | ----- | ----- | ----- | ----- | ----- |
| 3 176 | 2 975 | 2 881 | 2 276 | 2 260 | 2 413 | 2 527 | 2 793 | 3 211 | 2 873 | 3 140 | 2 888 | 3 642 | 3 167 | 2 209 | 2 636 |

Создание Воткинского водохранилища позволило обеспечить крупнотоннажное судоходство на участке Камы от Чайковского до Перми. Кроме того, Воткинская ГЭС, работая совместно с Камской ГЭС, с помощью специальных судоходных попусков обеспечивает работу речного транспорта ниже по течению Камы, до выклинивания Нижнекамского водохранилища. Также Воткинское водохранилище используется для водоснабжения (годовой объём забора воды — 0,3 км³), защиты от наводнений, рыболовства (допустимый улов оценивается в 383 тонны в год), служит автомобильным мостом через Каму. Строительство ГЭС привело к появлению и развитию города Чайковский с населением более 80 тыс. человек, основанного в 1955 году как рабочий поселок строителей станции.

## Строительство
Проектное задание Воткинской ГЭС, как второй гидроэлектростанции на Каме, было разработано институтом «Ленгидропроект» в 1953 году и предусматривало строительство станции мощностью 540 МВт. Первоначальный проект Воткинской ГЭС был уже в ходе строительства значительно переработан с целью снижения стоимости гидроузла. В частности, в разработанном в 1956 году техническом проекте мощность ГЭС была увеличена до 1000 МВт, были уменьшены размеры подводной части станции и толщина фундаментной плиты, принят вариант закрытого здания ГЭС с «островным» расположением гидроагрегатов без пола машинного зала на отметке генераторов, уменьшены высота машинного зала. Водосливная плотина стала пустотелой, были уменьшены её длина и число пролётов. На 10 метров уменьшили ширину станции, снизили толщину стен, было предусмотрено широкое использование сборного железобетона. Вместо двухступенчатого судоходного шлюза был принят одноступенчатый. В итоге объём бетонных работ был снижен на 416 тыс. м³, а стоимость станции составила 241,5 млн рублей, что на 45 млн рублей меньше сметной стоимости, предусмотренной проектным заданием. Воткинская ГЭС стала одной из самых экономичных в СССР.
Строительство Воткинской ГЭС было санкционировано распоряжением Совета Министров СССР от 22 марта 1955 года, первые строители прибыли на площадку станции ещё до этого, весной 1954 года. Земляные работы на основных сооружениях были начаты в июне 1957 года с отсыпки перемычек первой очереди. Первый бетон на стройке был уложен 5 ноября 1957 года. Река Кама на строительстве станции была перекрыта 6 октября 1961 года, первый гидроагрегат (станционный № 2) был пущен 23 декабря 1961 года, второй — 27 декабря того же года. В 1962 году были введены в эксплуатацию 4 гидроагрегата, в 1963 году — оставшиеся 4 машины (последняя, со станционным № 1 — 20 декабря 1963 года). В июне 1964 года Воткинское водохранилище впервые было заполнено до НПУ, 9 июля 1966 года Воткинская ГЭС была официально принята в промышленную эксплуатацию и её строительство было завершено.
Завершающий этап возведения станции был омрачён аварией на судоходном шлюзе 10 мая 1962 года. Во время шлюзования двух судов, в том числе пассажирского парохода «Дмитрий Фурманов» на ещё не достроенном шлюзе произошло обрушение стенки камеры шлюза. Потоки воды затопили межкамерное пространство и правую камеру шлюза, где продолжались строительные работы. Жертвами аварии стали 21 человек.
Всего в ходе строительства станции было произведено 36,6 млн м³ земляных работ и 2,2 млн м³ выемки скального грунта, уложено 0,88 млн м³ каменной наброски, дренажей и фильтров, 1,237 млн м³ бетона и железобетона, смонтировано 18,2 тыс. т металлоконструкций и механизмов. Воткинская ГЭС стала одной из самых экономичных гидроэлектростанций СССР, затраты на 1 кВт установленной мощности составили 167 рублей (для сравнения, на Волжской ГЭС — 520 рублей). Кроме того, станция была выведена на полную мощность на два года раньше, чем было предусмотрено проектным заданием.

## Эксплуатация
Решением Минэнерго СССР Воткинская ГЭС была утверждена в качестве экспериментальной станции по внедрению вычислительной техники в энергетике. В 1975 году была внедрена автоматизированная система система управления технологическим процессом ГЭС на базе АСВТ М-6000. В 1970-х — 1980-х годах реконструирована система охлаждения генераторов, на двух генераторах заменены обмотки статора, что позволило увеличить их мощность до 110 МВт, соответственно мощность станции возросла до 1020 МВт. В 1984—1989 годах были заменены силовые трансформаторы и автотрансформаторы. В 1986 году станция полностью окупила затраты на свое строительство.
В 2003 году была принята долгосрочная программа технического перевооружения и реконструкции станции, в 2011 году станция была включена в программу комплексной модернизации РусГидро. В 2006—2007 годах была завершена замена оборудования ОРУ 110 и 220 кВ. В 2014 году завершена реконструкция ОРУ 500 кВ с вводом в эксплуатацию КРУЭ 500 кВ. В 2008—2014 годах заменены затворы водосливной плотины. В 2015 году подписан договор на комплексную замену всех гидроагрегатов Воткинской ГЭС. Первый заменённый гидроагрегат введён в эксплуатацию в 2017 году, далее работы ведутся с темпом замены по одному гидроагрегату в год. В результате замены оборудования мощность станции с 2018 года постепенно увеличивается, после завершения намеченных работ мощность станции должна достичь 1150 МВт. Для обеспечения выдачи повышенной мощности проведены работы по замене трансформаторов и автотрансформаторов, в 2018—2019 годах были заменены группы 2АТГ и 3АТГ, в 2020—2021 годах — 1Т и 4Т, в 2022 году — 5АТ и 6АТ.